# The Cheater

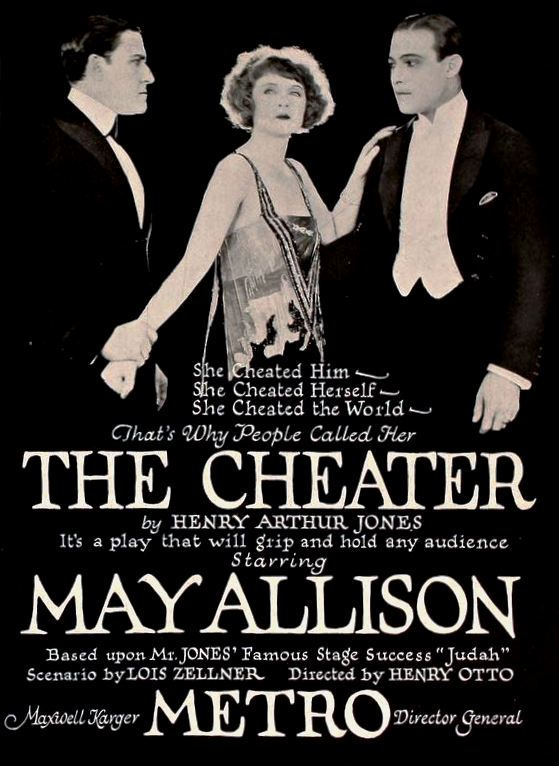
Publicité pour le film dans Motion Picture News en 1920.

The Cheater est un film américain réalisé par Henry Otto, sorti en 1920.

## Synopsis
Lilly Meany se fait passer pour une guérisseuse pour arnaquer de riches hypocondriaques. Sur la recommandation de la mondaine Mme Prall, Lord Asgarby supplie Lilly de guérir sa jeune sœur Eve. Lilly inspire confiance à Eve, qui est bientôt guérie. Puis Lord Asgarby tombe amoureux de Lilly, et elle lui avoue son plan. Il lui pardonne et ils se marient.

## Fiche technique
- Réalisation : Henry Otto
- Scénario : Lois Zellner (en) d'après la pièce Judah d'Henry Arthur Jones
- Producteur : 	Maxwell Karger
- Distribution : Metro Pictures
- Photographie : W. M. Edmond
- Durée : 6 bobines[2]
- Date de sortie : 
  - USA : 7 juin 1920

## Distribution
- May Allison : Lilly Meany
- King Baggot : Lord Asgarby
- Frank Currier : Peg Meany
- Harry von Meter : Bill Tozer
- May Giraci : Eve Asgarby
- Percy Challenger : Mr. Prall
- Lucille Ward : Mrs. Prall
- P. Dempsey Tabler : Docteur
- Alberta Lee : Nurse
- Rudolph Valentino (non crédité)